# ماجدالينا غوتس
ماجدالينا غوتس (بالألمانية: Magdalena Götz)‏ هي عالمة أعصاب ألمانية، ولدت في 17 يناير 1962.